# Orden al Mérito de Chile
La Orden al Mérito de Chile es la más alta distinción concedida por el Gobierno chileno para homenajear a ciudadanos extranjeros que presten servicios notables a la República.
La Orden fue establecida formalmente en 1929, por el Gobierno de Carlos Ibáñez del Campo, aunque su antecesora, la Medalla al Mérito había sido creada en 1906 y su primer antecedente, la Legión de Mérito de Chile, provenía del Gobierno de Bernardo O'Higgins. En la actualidad, depende de la Cancillería de Chile. El gran maestre de la Orden es el presidente de Chile, mientras que el canciller es el ministro de Relaciones Exteriores.

## Historia

### La Legión de Mérito de Chile

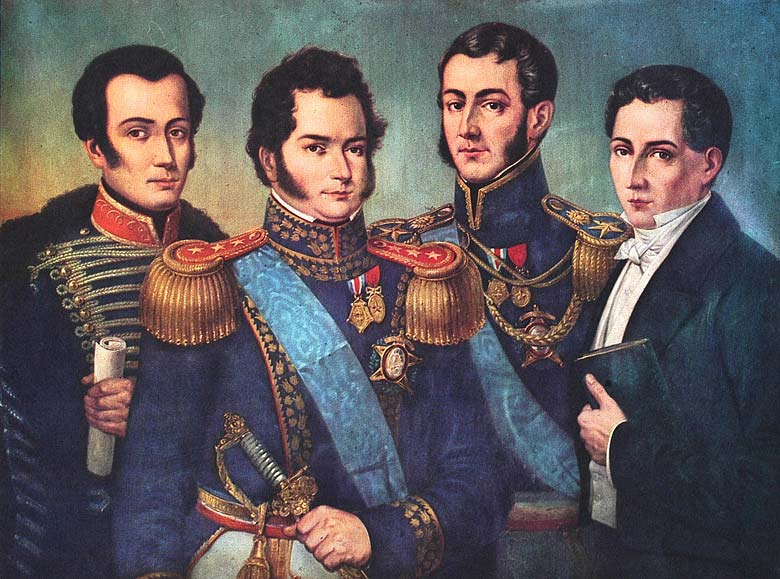
Bernardo O'Higgins y José de San Martín con las insignias de la Legión de Mérito, en un retrato póstumo junto a José Miguel Carrera y Diego Portales.

Bernardo O'Higgins, Director Supremo de Chile, creó el 1 de junio de 1817 la Legión de Mérito de Chile, para homenajear a los que hubieran prestado servicios civiles a Chile, especialmente durante su independencia. En esta orden fueron condecorados tanto chilenos como extranjeros, y sus miembros debían jurar «Defender la patria, sostener su libertad e independencia, ser siempre fieles al honor y no olvidar jamás la gloriosa distinción con que se les había condecorado». Fue disuelta en 1823, después de la abdicación de O'Higgins.

### La Medalla al Mérito
No fue hasta 1906, 83 años después y durante el Gobierno del presidente Germán Riesco, que se creó la Medalla al Mérito de Chile. Las primeras 200 medallas militares al Mérito fueron acuñadas en oro y en plata, recibiendo los títulos de Primera y Segunda clase, respectivamente. Confeccionadas en la Casa de Moneda, llevaron una cinta tricolor, pero con el orden de colores usados con anterioridad a 1915. La medalla sufrió ligeras reglamentaciones para su otorgamiento en junio de 1910 y mayo de 1911, cuando se estableció que la medalla sería otorgada solo los días 18 de septiembre, a través de la propuesta escrita de los candidatos a ella. Más tarde, en el mes de agosto de ese mismo año, la distinción agregó una nueva categoría, quedando así:
- Primera clase: estrella de oro esmaltada con sus brazos en blanco por ambos lados de la pieza, con placa central en oro y pendiente de un cóndor con sus alas desplegadas. Todo esto pendiente de una cinta tricolor para llevarla al cuello.

- De Segunda clase: estrella de plata esmaltada con sus brazos en azul con placa central en oro y pendiente de un cóndor en el mismo metal con sus alas desplegadas. Colgaba de una cinta tricolor para usarse sobre el pecho.

- De Tercera clase: estrella de plata sin esmalte y pendiente de un cóndor en el mismo metal con sus alas desplegadas. Colgaba de una cinta tricolor para usarse sobre el pecho.

En abril de 1924 se agregó una nueva clase, denominada Gran Oficial, para ser conferida a los jefes de Estado, quedando así cuatro categorías a las que en 1925 se sumarían a dos más, quedando la Orden con: Gran Cruz, Gran Oficial, Comendador con placa, Comendador, Oficial y Caballero.

Núm. 643.— Santiago, 15 de octubre de 1925,— De acuerdo con el Consejo de Ministros, he acordado y dieto el siguiente:

DECRETO-LEI

1o. La condecoración nacional "Al Mérito" tendrá además del grado de "Gran Oficial" que en lo sucesivo se denominará "Gran Cruz" y que se otorgará a los Soberanos y Jefes de Estado, en conformidad con lo dispuesto en el decreto supremo número 333, de 4 de abril de 1924, y las clases 1.a, 2.a y 3.a que en lo sucesivo se llamarán respectivamente "Comendador", "Oficial" y "Caballero", los grados de "Gran Oficial" y "Comendador" con placa. [...]

—Luis Barros Borgoño.—Jorje Matte (ortografía original)

### La Orden moderna
El 20 de junio de 1929, la Condecoración Nacional al Mérito se convirtió formalmente en la Orden al Mérito de Chile, por medio de un decreto del Ministerio de Relaciones Exteriores.

Núm. 927. —Santiago, 20 de Junio de 1929.—Teniendo en consideración el desarrollo que en la práctica se ha dado a la condecoración nacional "Al Mérito" y la necesidad de reglamentar y restringir su concesión,

Decreto:

Artículo 1.o La "Legión al Mérito de Chile", creada el l.o de Junio de 1817, por el Director Supremo don Bernardo O'Higgins, con el objeto de premiar servicios civiles y militares prestados a la Nación, se denominará "Orden al Mérito" y estará compuesta de los grados siguientes:

a) El Collar;

b) Gran Cruz;

c) Gran Oficial;

d) Comendador;

e) Oficial; y

f) Caballero.

Art. 2.o Dentro de los cuadros da esta orden sólo serán admitidos los extranjeros que se hayan hecho acreedores a tal distinción por servicios prestados al país, siempre que cumplan con los requisitos que establece el presente Reglamento de la Orden.

Art. 3.o Los miembros de la Orden son vitalicios [...]

Tómese razón, regístrese y publíquese.— C. Ibáñez C.— Conrado Ríos Gallardo.

En 1956, se añadieron, después de los grados ya existentes, los grados de Medalla Bernardo O'Higgins de Primera Clase y Medalla Bernardo O'Higgins de Segunda Clase.
En 1967, la Orden al Mérito se separó y se creó la Orden de Bernardo O'Higgins como una condecoración independiente.
El reglamento vigente de la Orden fue aprobado por decreto en 2000, siendo actualizado en 2016.
Actualmente, la condecoración depende del Ministerio de Relaciones Exteriores, el cual la confiere, en nombre del presidente de la República, a los ciudadanos extranjeros merecedores.

## Grados

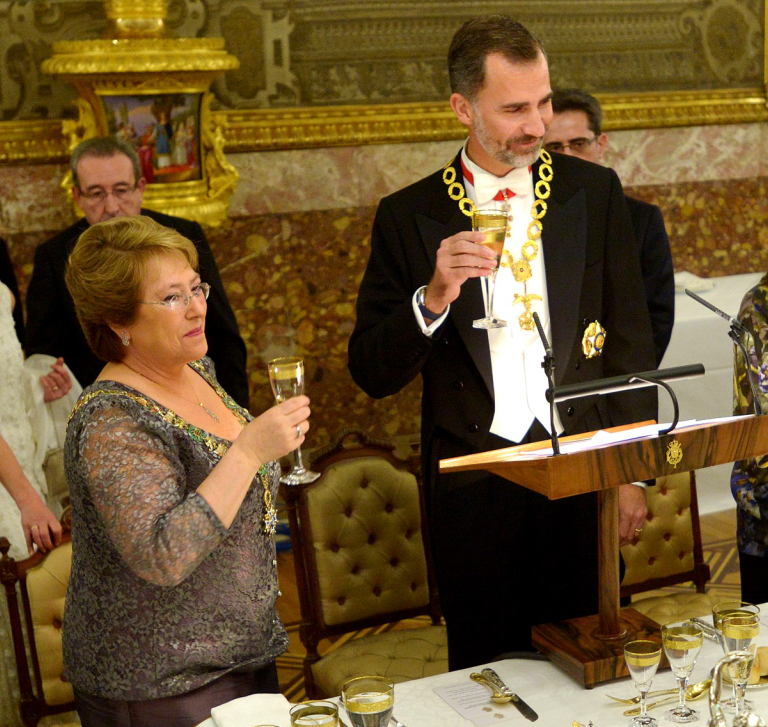
Felipe VI de España luciendo el collar de la Orden en una cena de gala con Michelle Bachelet.

La Orden al Mérito de Chile consta de los siguientes grados:
- Collar
- Gran Cruz
- Gran Oficial
- Comendador
- Oficial
- Caballero

La entrega del collar es exclusiva para jefes de Estado. Para el resto de los cargos, existen grados de referencia aunque, en casos excepcionales, pueden ser conferidos a cualquier persona que lo merezca.
La Gran Cruz está destinada a los ministros de Estado, embajadores, comandantes en jefe de las Fuerzas Armadas y presidentes de las Cámaras Legislativas o Cortes Supremas.
El grado de Gran Oficial se entrega a subsecretarios de Estado, vicepresidentes de Cámaras Legislativas o Cortes Supremas, senadores y miembros de alto rango de las Fuerzas Armadas.
El grado de Comendador se concede a encargados de negocios, ministros consejeros, cónsules generales, diputados, etc.
El grado de Oficial se entrega a secretarios de embajadas, capitanes de Ejército o equivalente, etc.
El grado de Caballero se entrega a otros secretarios de Embajadas y agregados, tenientes o rango equivalente, cancilleres, etc.

## Insignias
| Insignias de la Orden |                       |                        |                        |                    |                      |
| Collar                | Gran Cruz             | Gran Oficial           | Comendador             | Oficial            | Caballero            |
|                       |                       |                        |                        |                    |                      |
| Collar                | Banda de la Gran Cruz | Banda del Gran Oficial | Banda de la Encomienda | Medalla de Oficial | Medalla de Caballero |
|                       |                       |                        |                        |                    |                      |
| Placa del Collar      | Placa de la Gran Cruz | Placa del Gran Oficial | Placa de la Encomienda |                    |                      |

## Condecorados

### Grandes Maestres
Los siguientes son los presidentes de Chile que ostentaron el rango de Grandes Maestres de la Orden, y el tiempo que lo fueron:

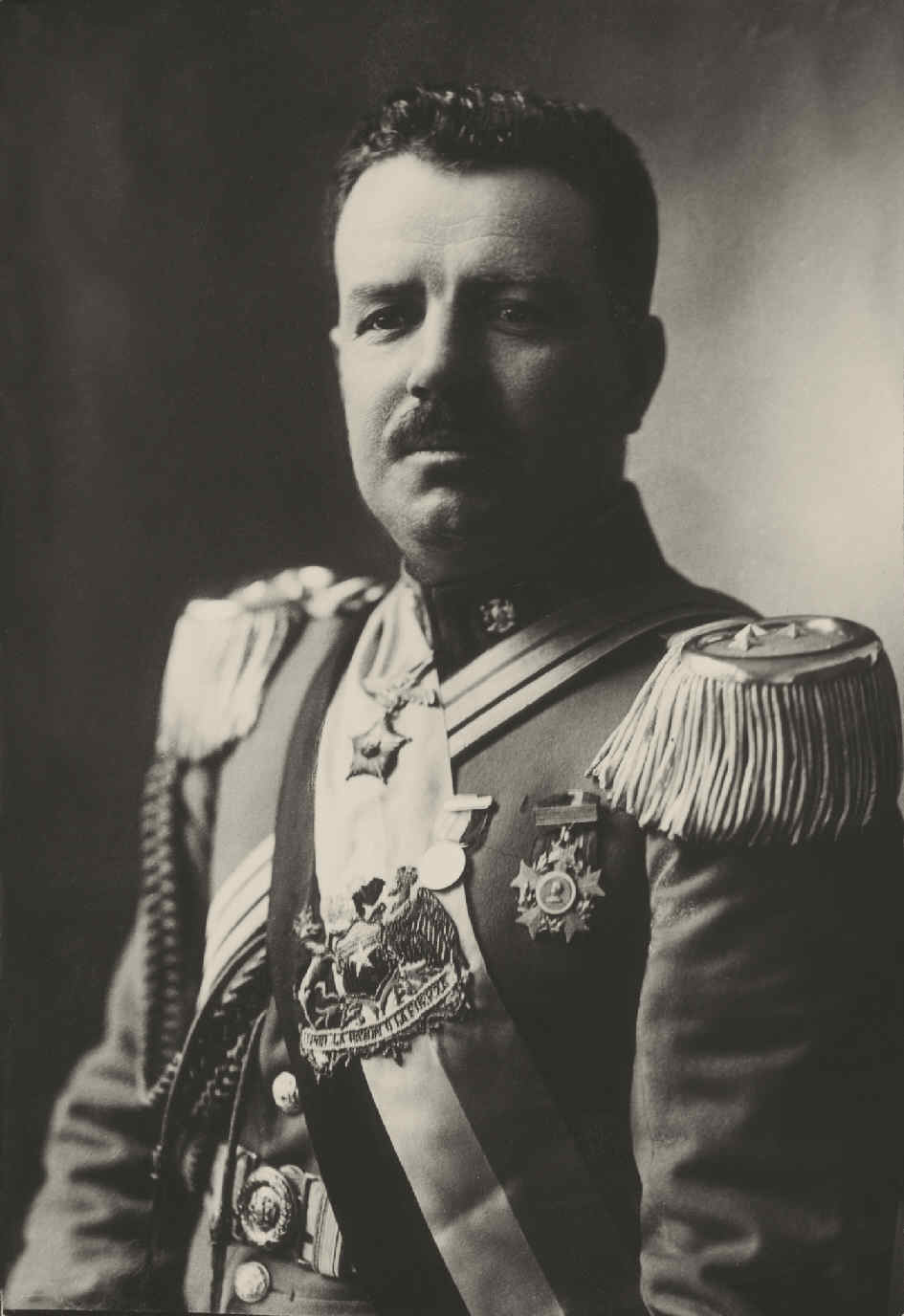
Carlos Ibáñez del Campo (1929-1931 y 1952-1958)
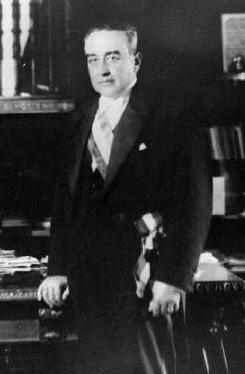
Juan Esteban Montero (1931-1932)
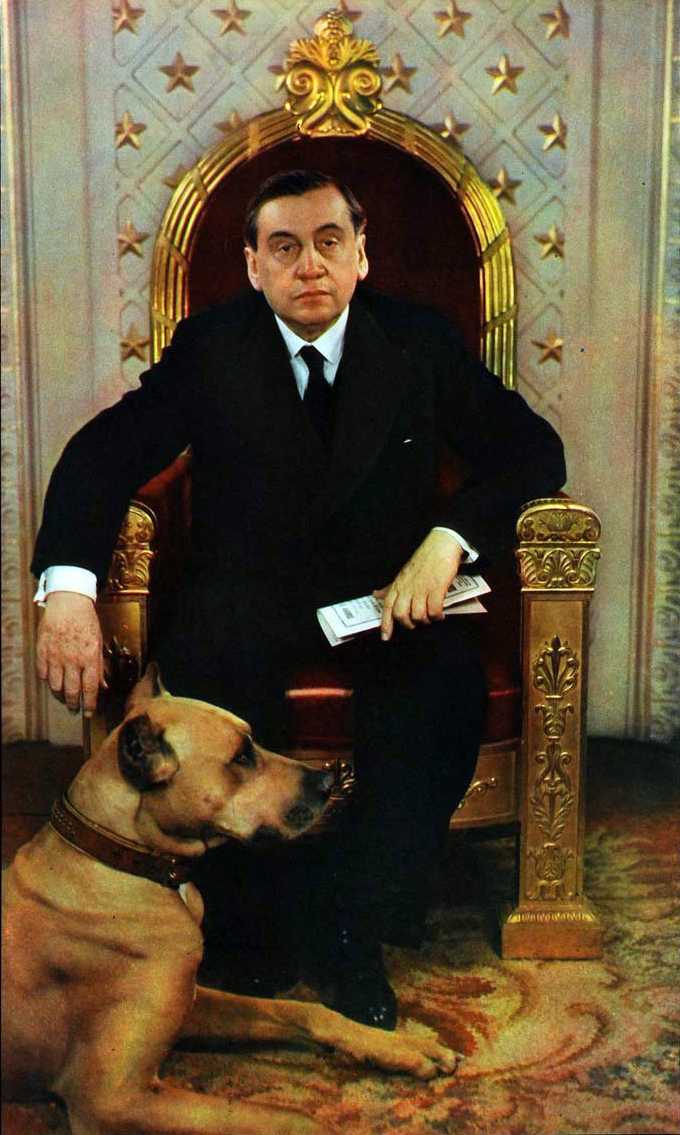
Arturo Alessandri (1932-1938)
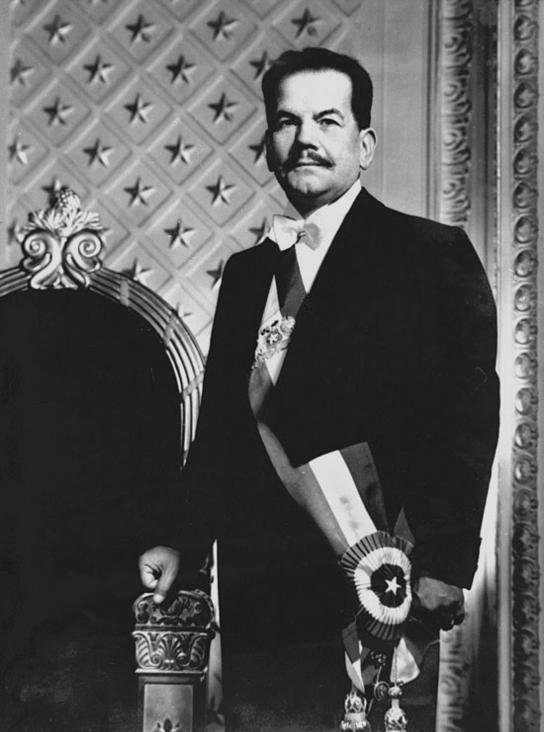
Pedro Aguirre Cerda (1938-1941)
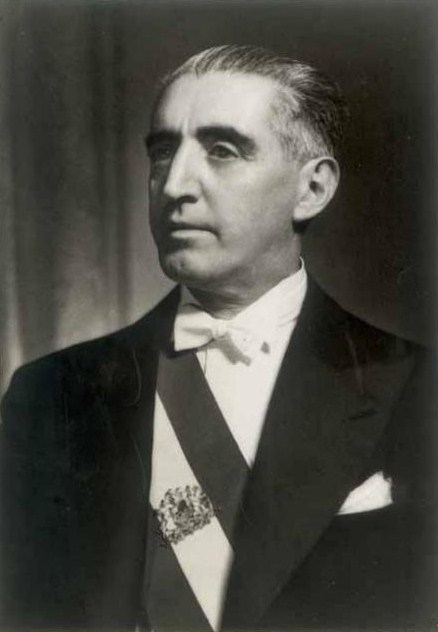
Juan Antonio Ríos (1942-1946)
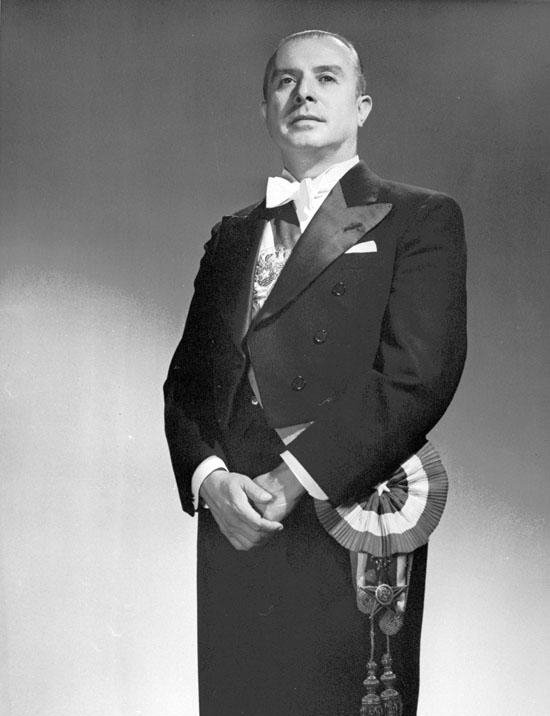
Gabriel González Videla (1946-1952)
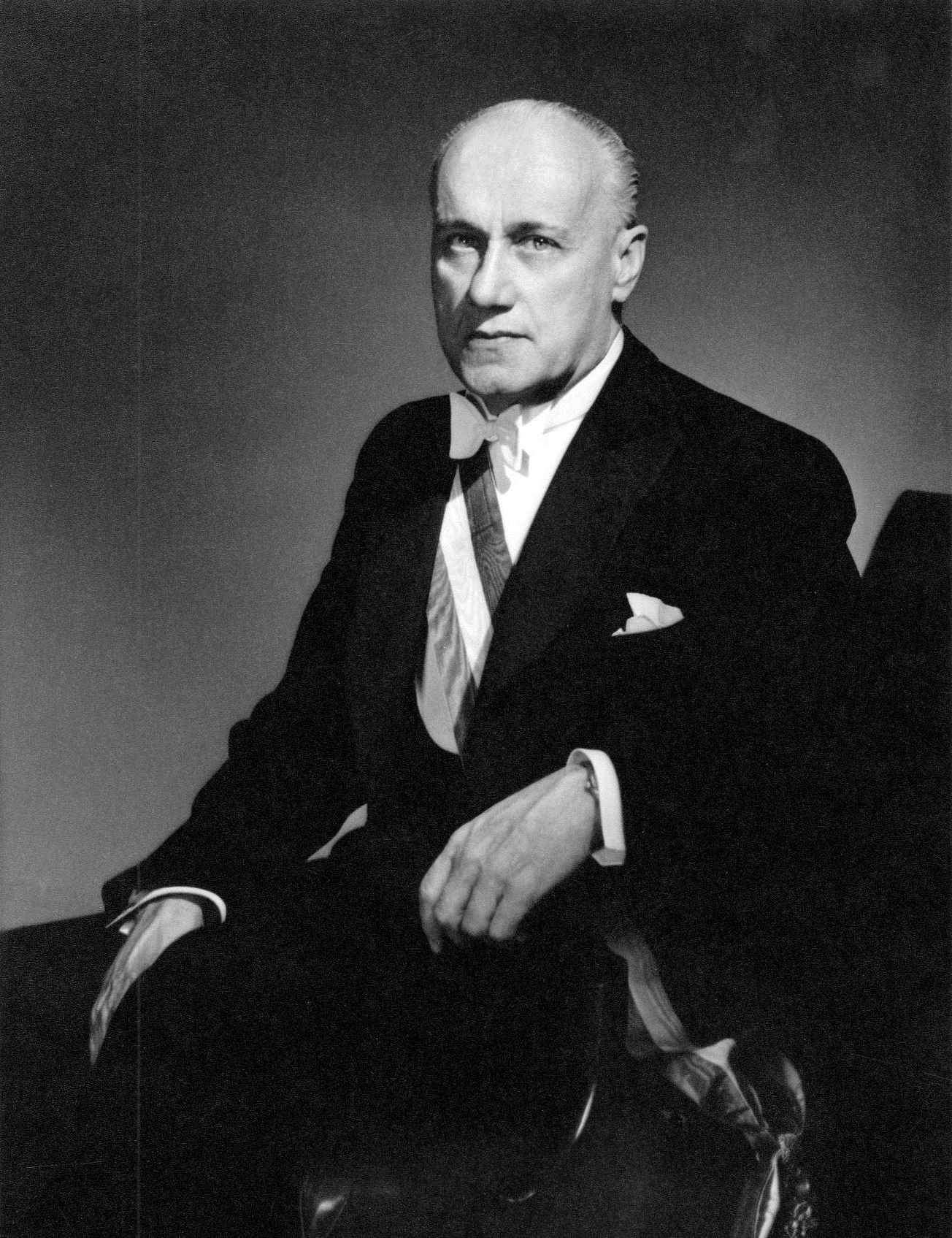
Jorge Alessandri (1958-1964)
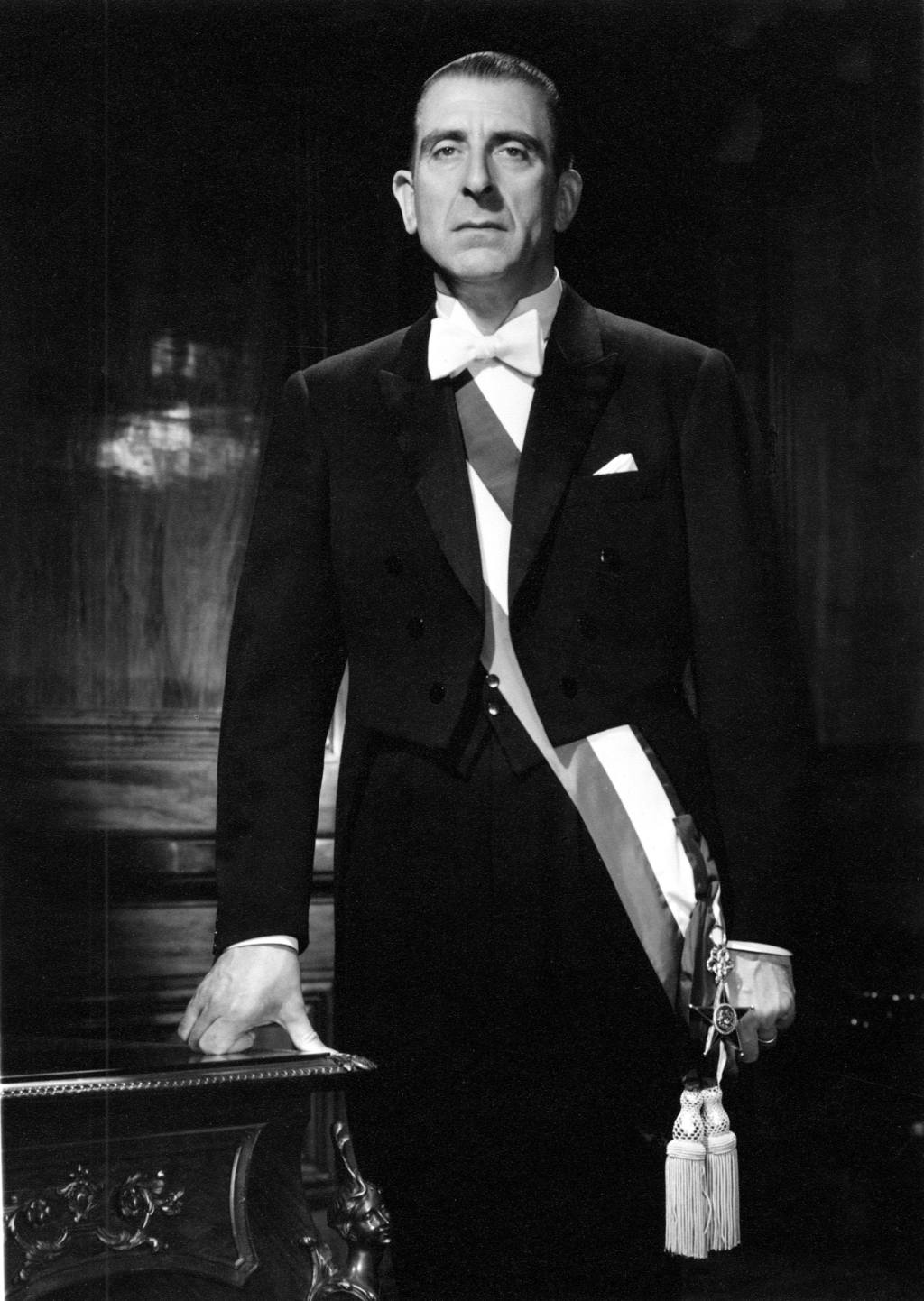
Eduardo Frei Montalva (1964-1970)
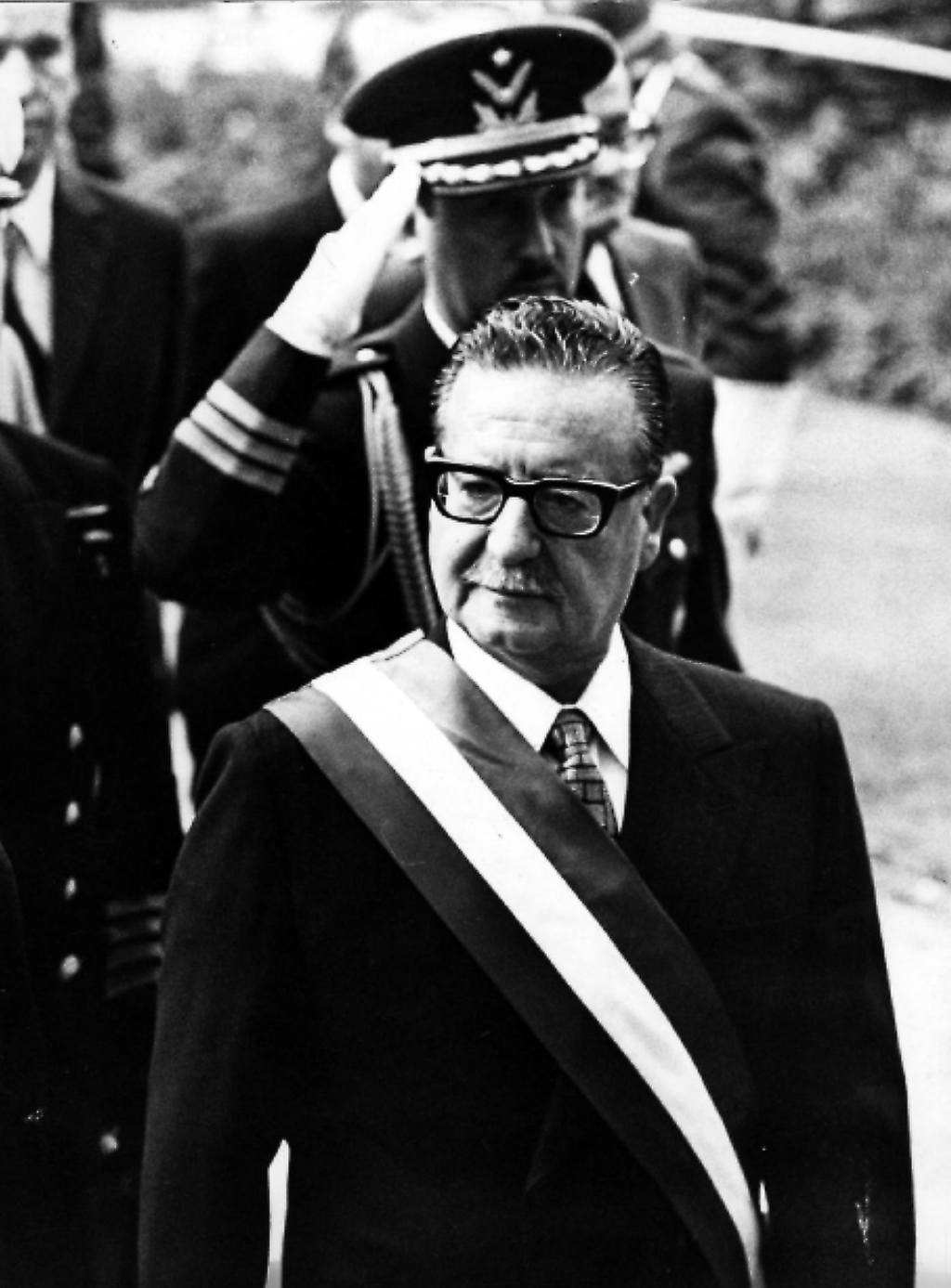
Salvador Allende (1970-1973)
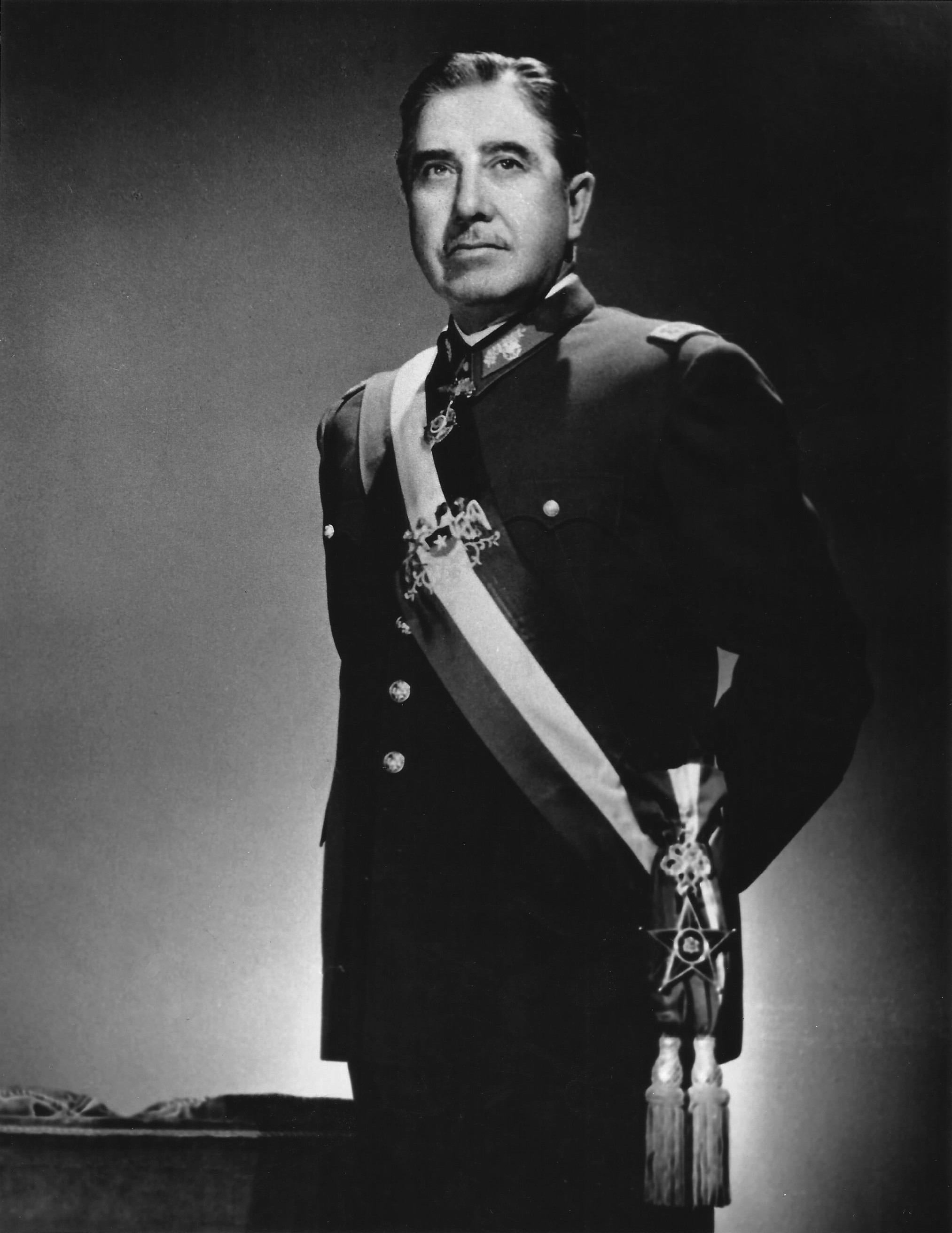
Augusto Pinochet (1974-1990)
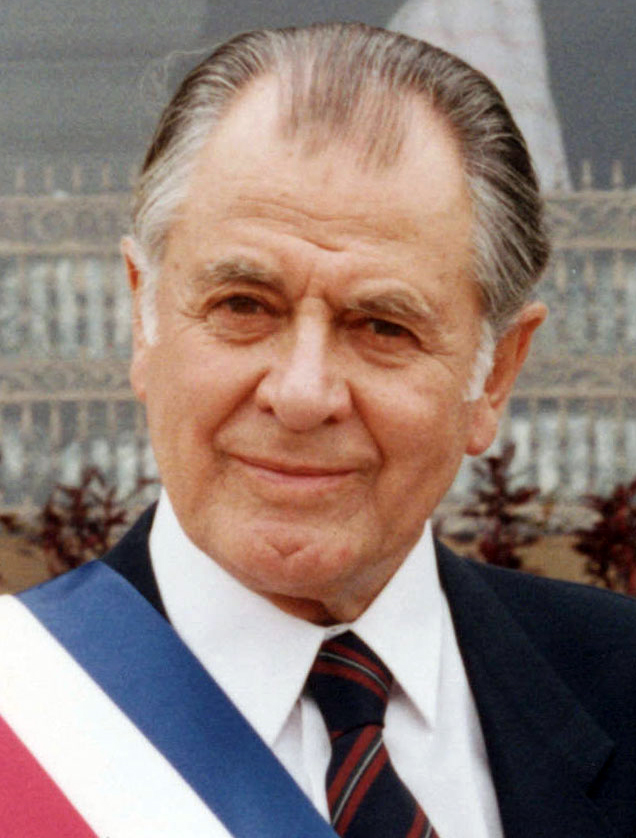
Patricio Aylwin (1990-1994)
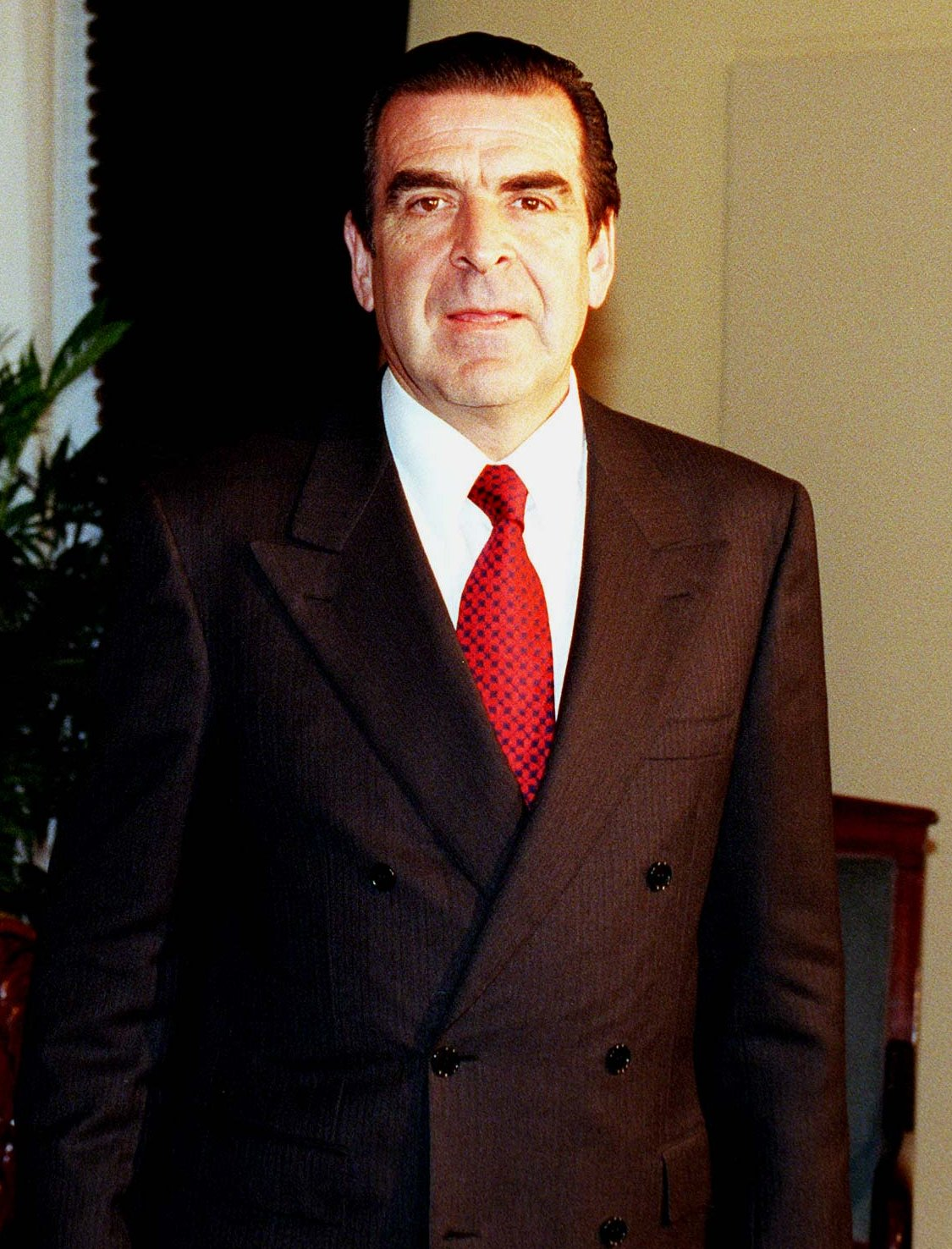
Eduardo Frei Ruiz-Tagle (1994-2000)
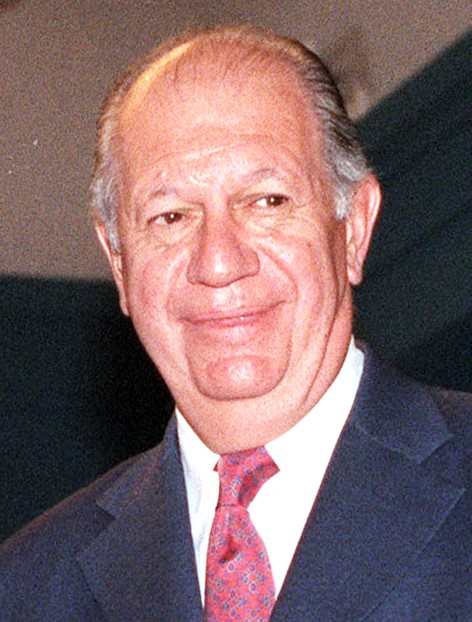
Ricardo Lagos (2000-2006)
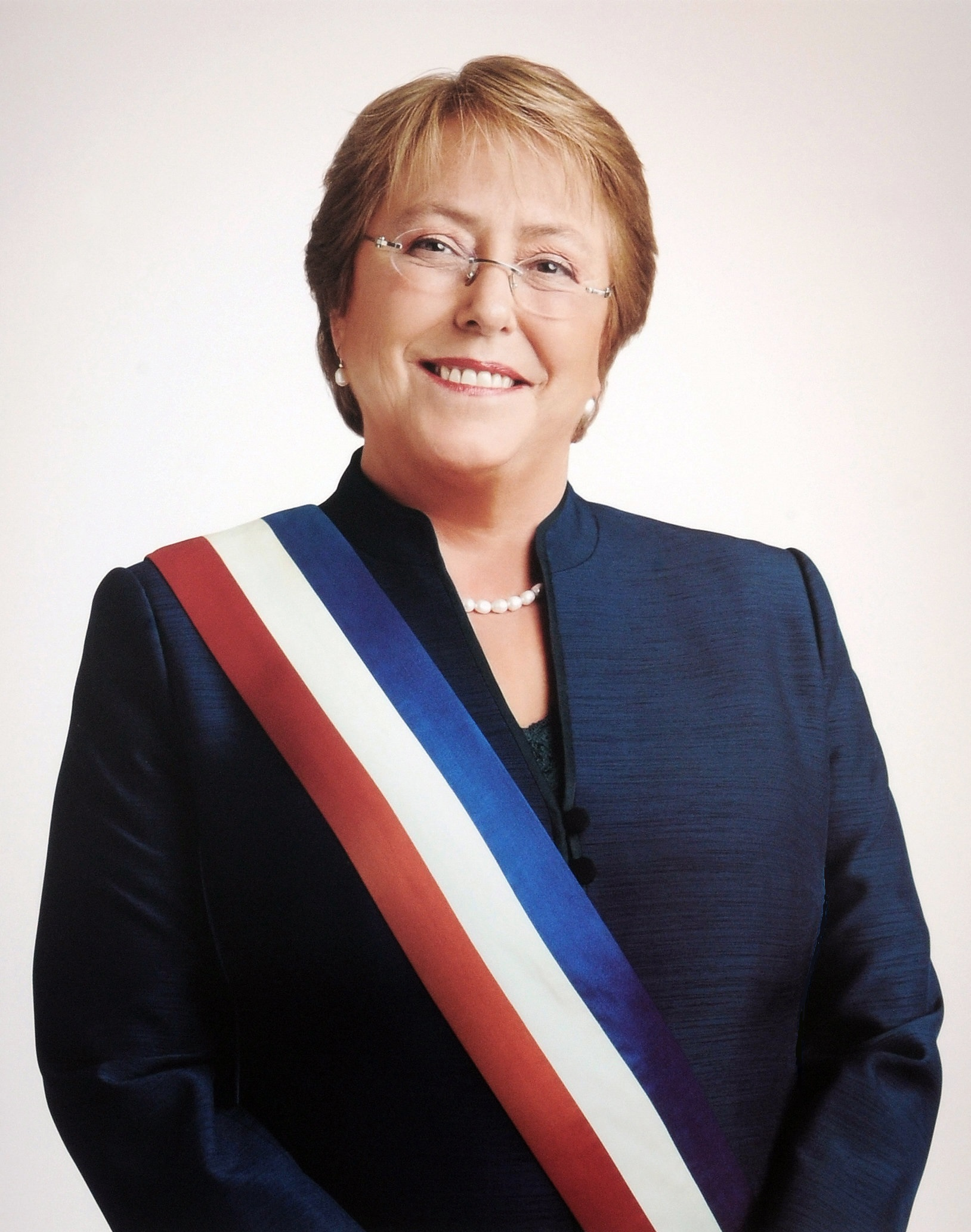
Michelle Bachelet (2006-2010 y 2014-2018)
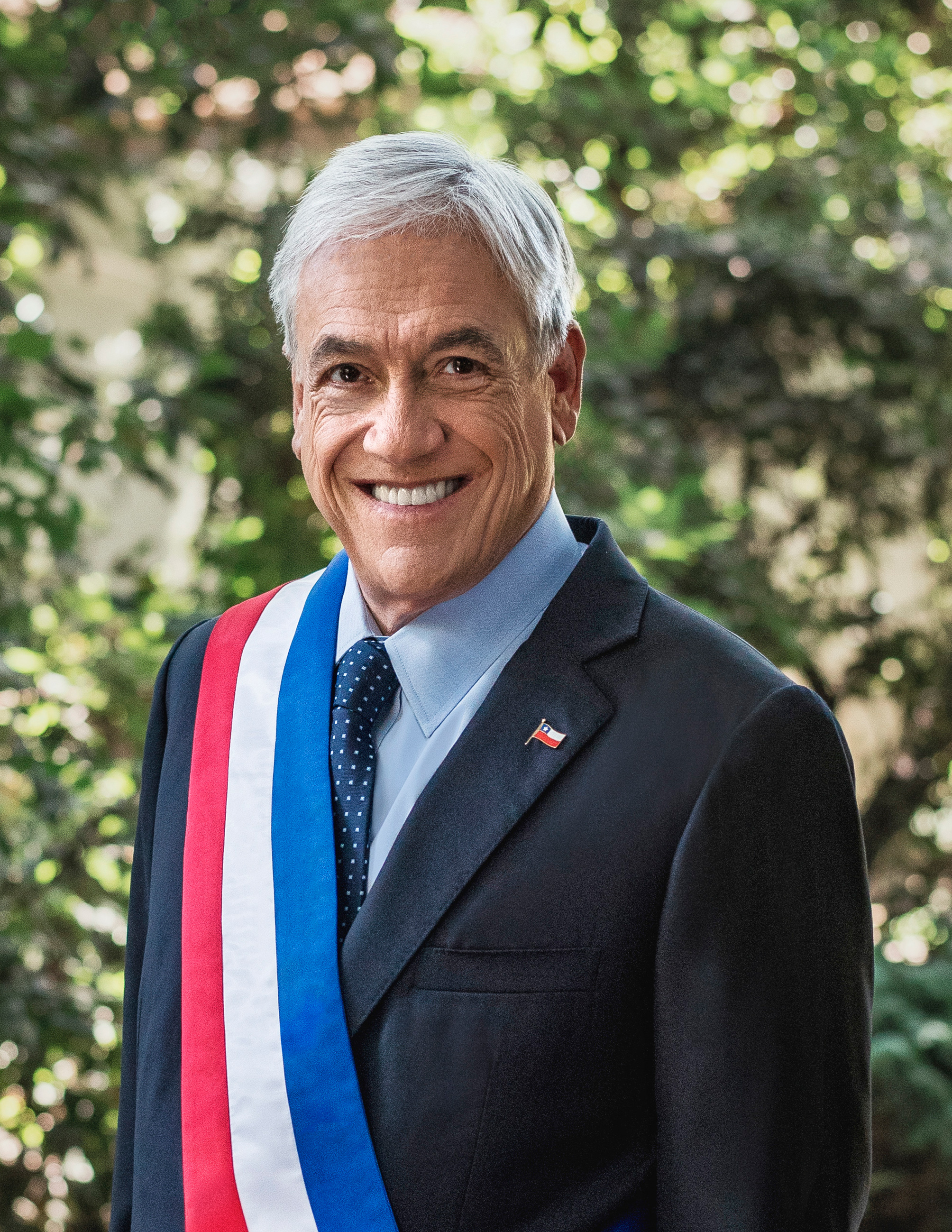
Sebastián Piñera (2010-2014 y 2018-2022)
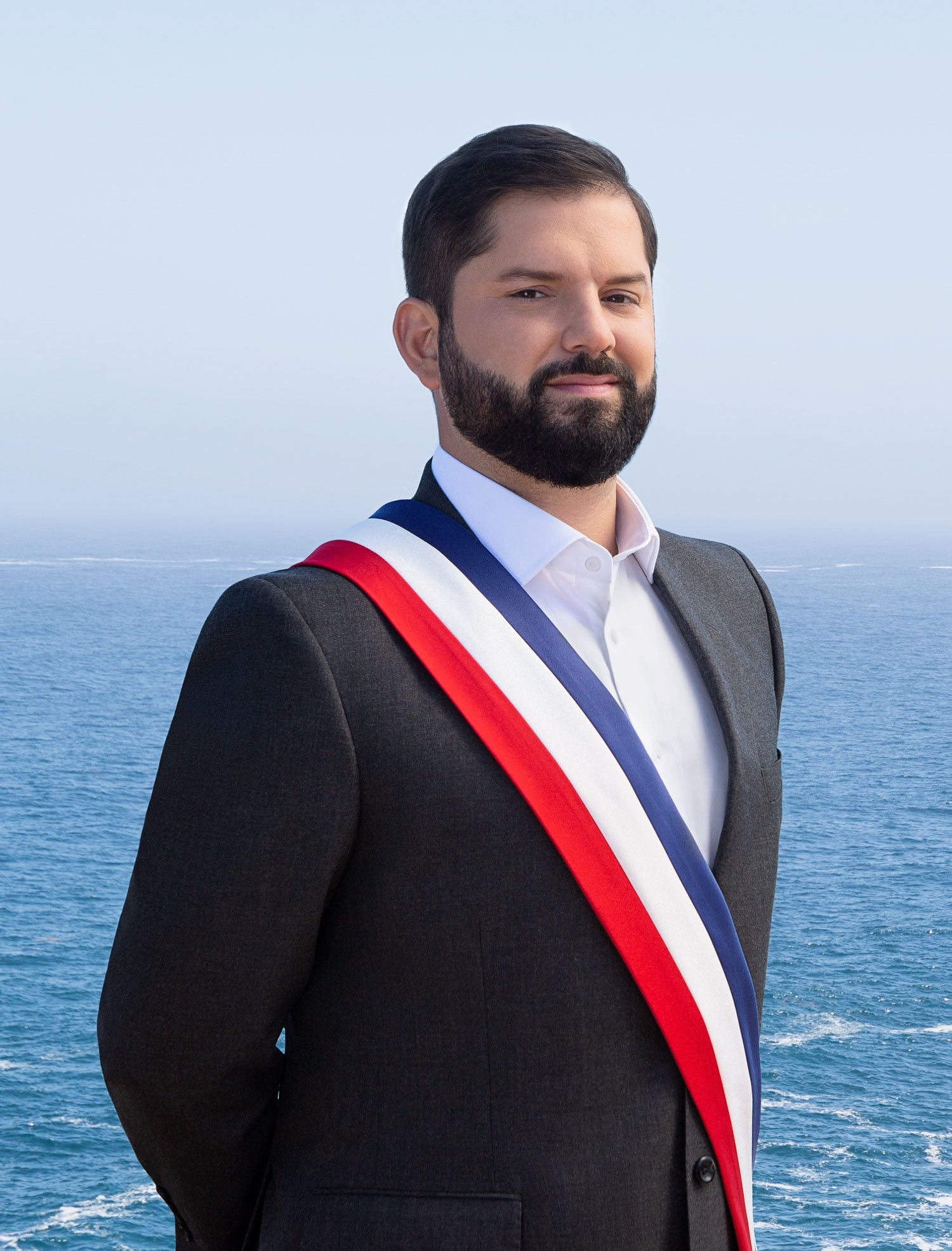
Gabriel Boric (2022-)

### Collares
Algunos jefes de Estado o de Gobierno que han recibido el collar de la Orden son los siguientes:

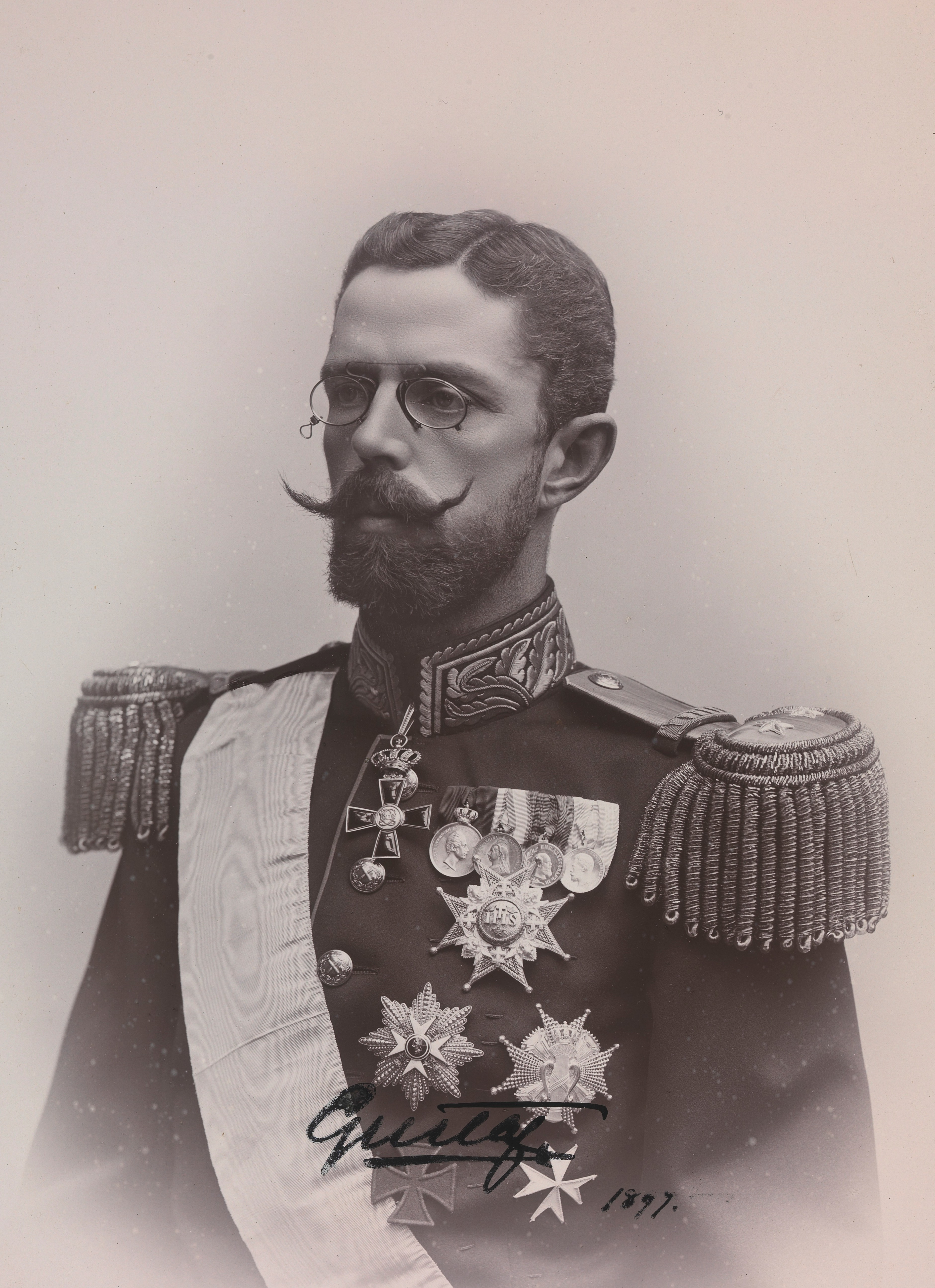
Gustavo V, rey de Suecia
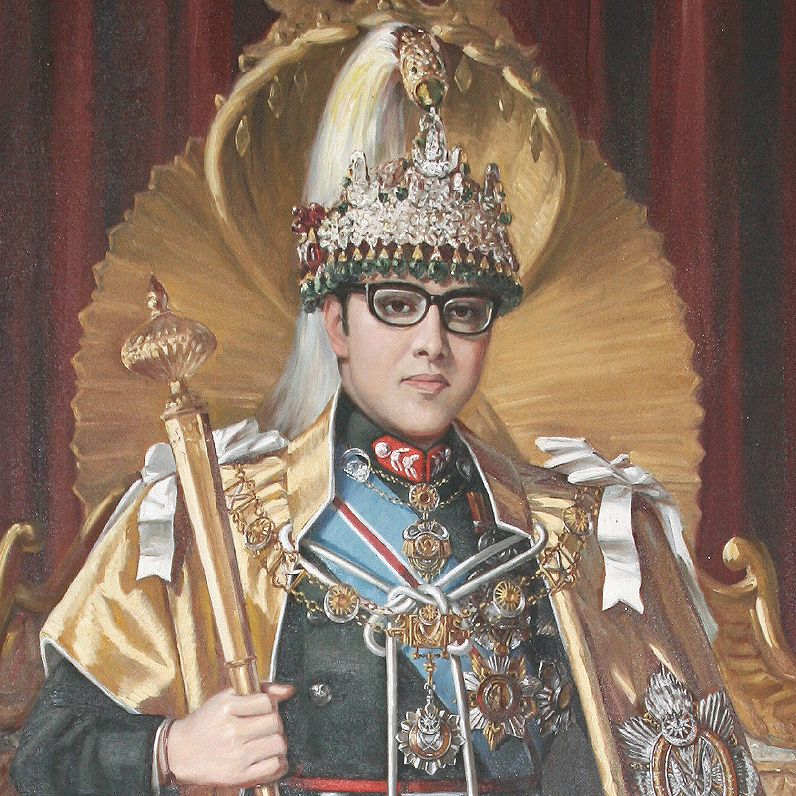
Birendra, rey de Nepal
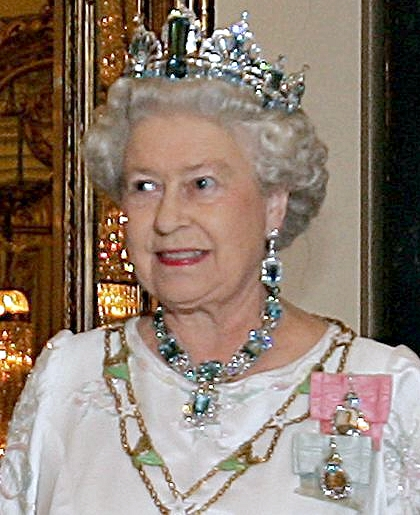
Isabel II, reina del Reino Unido y otros países de la Mancomunidad
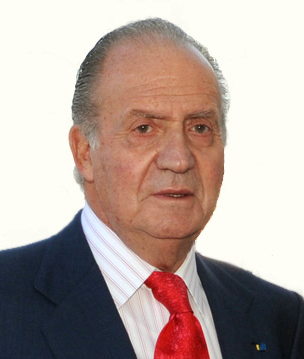
Juan Carlos I, rey de España
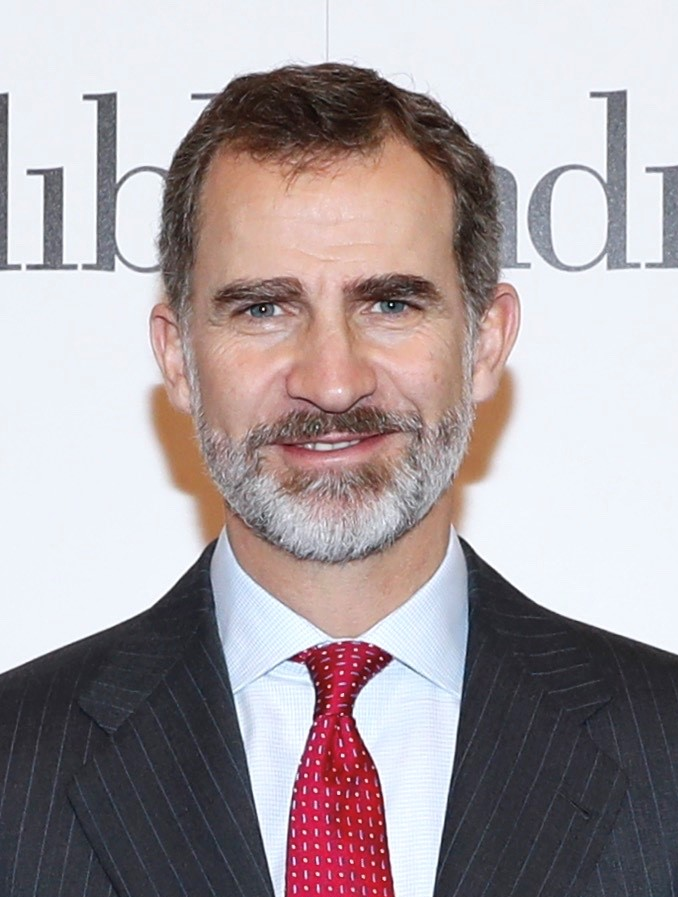
Felipe VI, rey de España
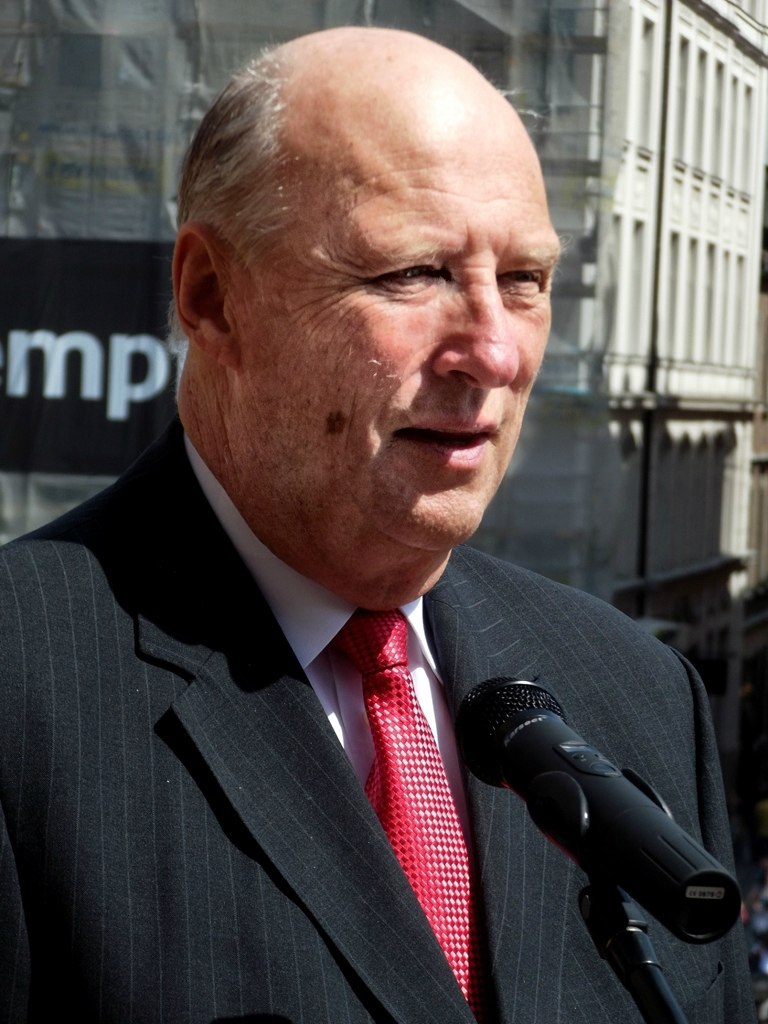
Harald V, rey de Noruega
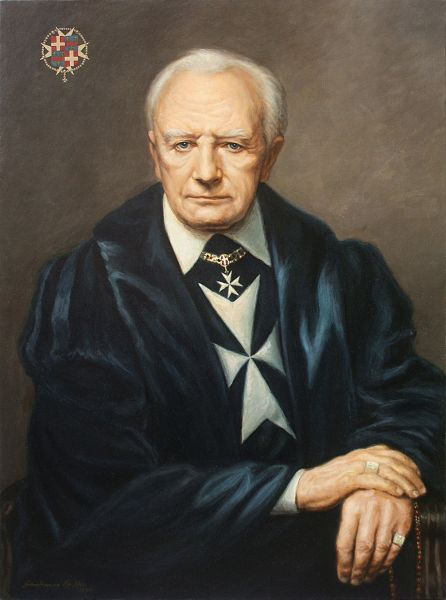
Andrew Bertie, príncipe Gran Maestre de la Orden de Malta
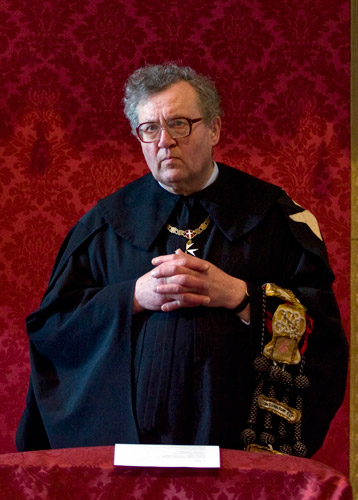
Matthew Festing, príncipe Gran Maestre de la Orden de Malta
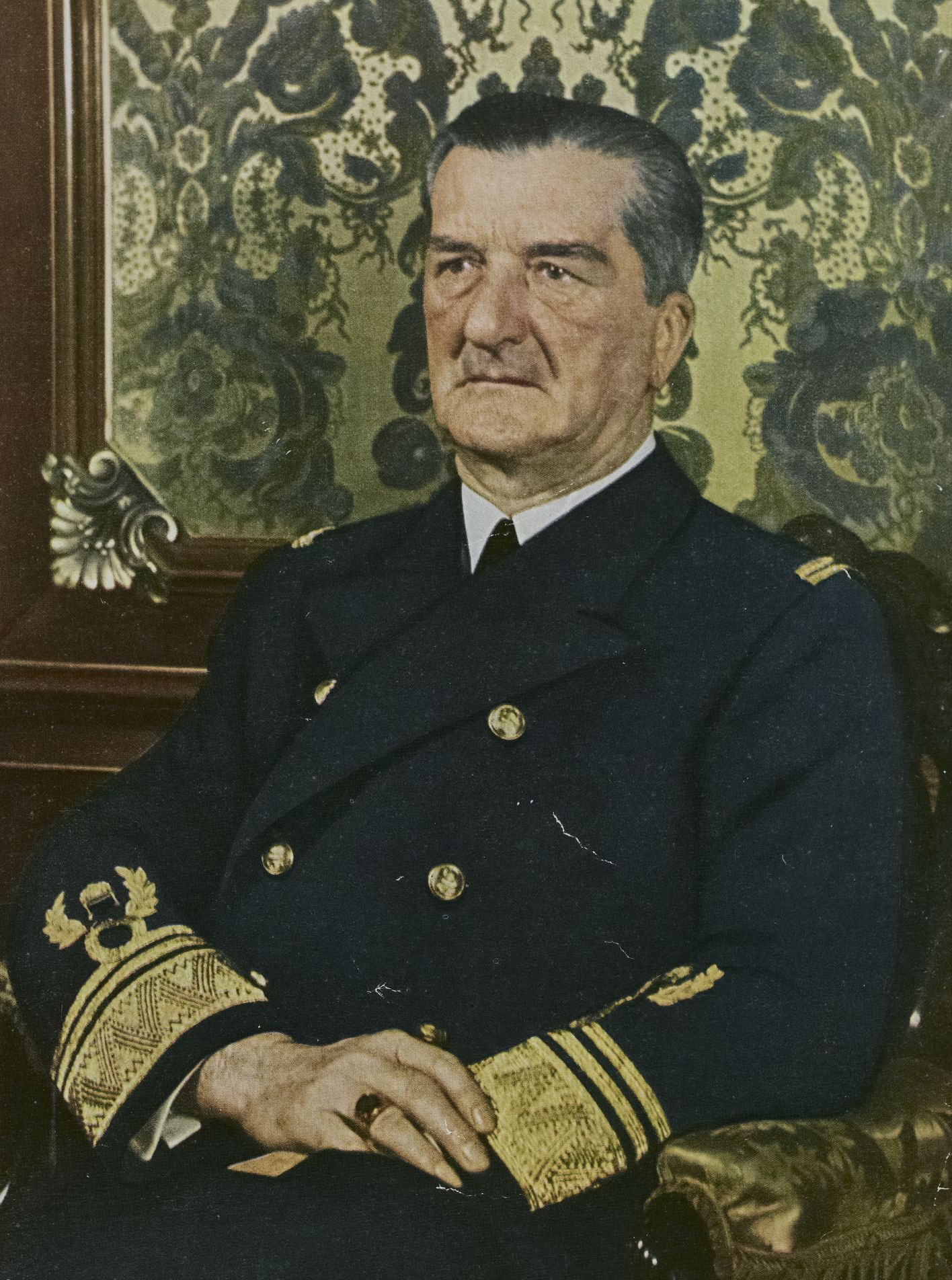
Miklós Horthy, Regente de Hungría
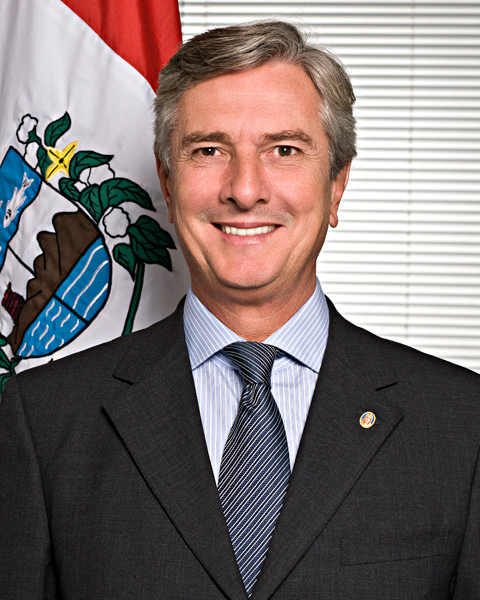
Fernando Collor de Mello, presidente de Brasil
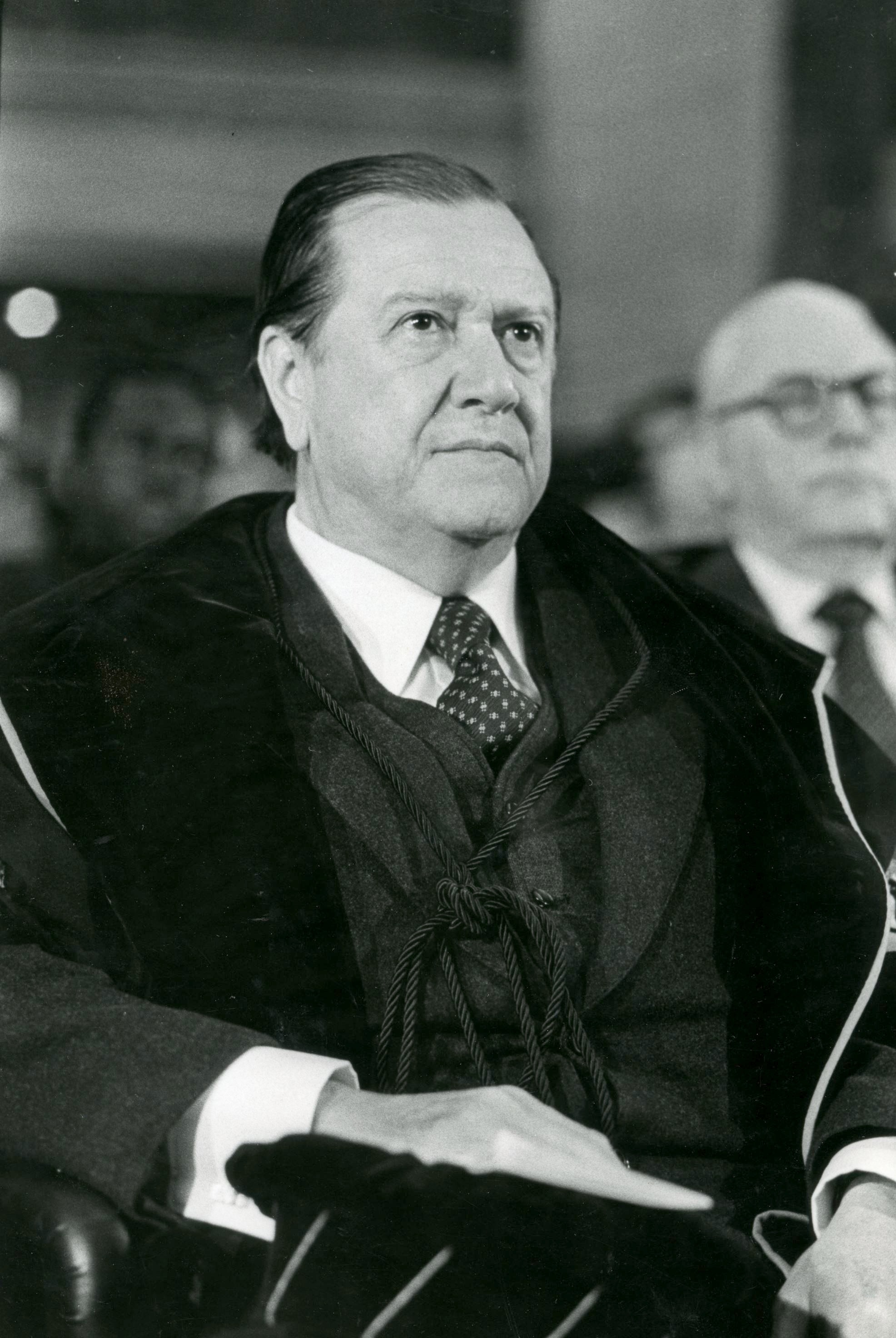
Rafael Caldera, presidente de Venezuela
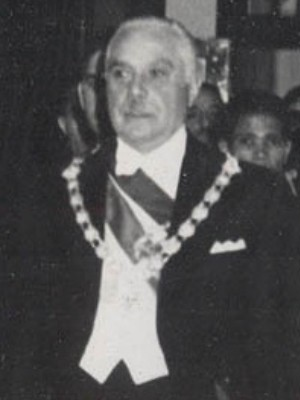
Rafael Leónidas Trujillo, presidente de la República Dominicana
Fidel Castro, primer ministro de Cuba
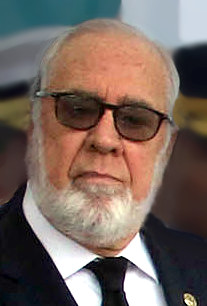
Gustavo Noboa, presidente de Ecuador
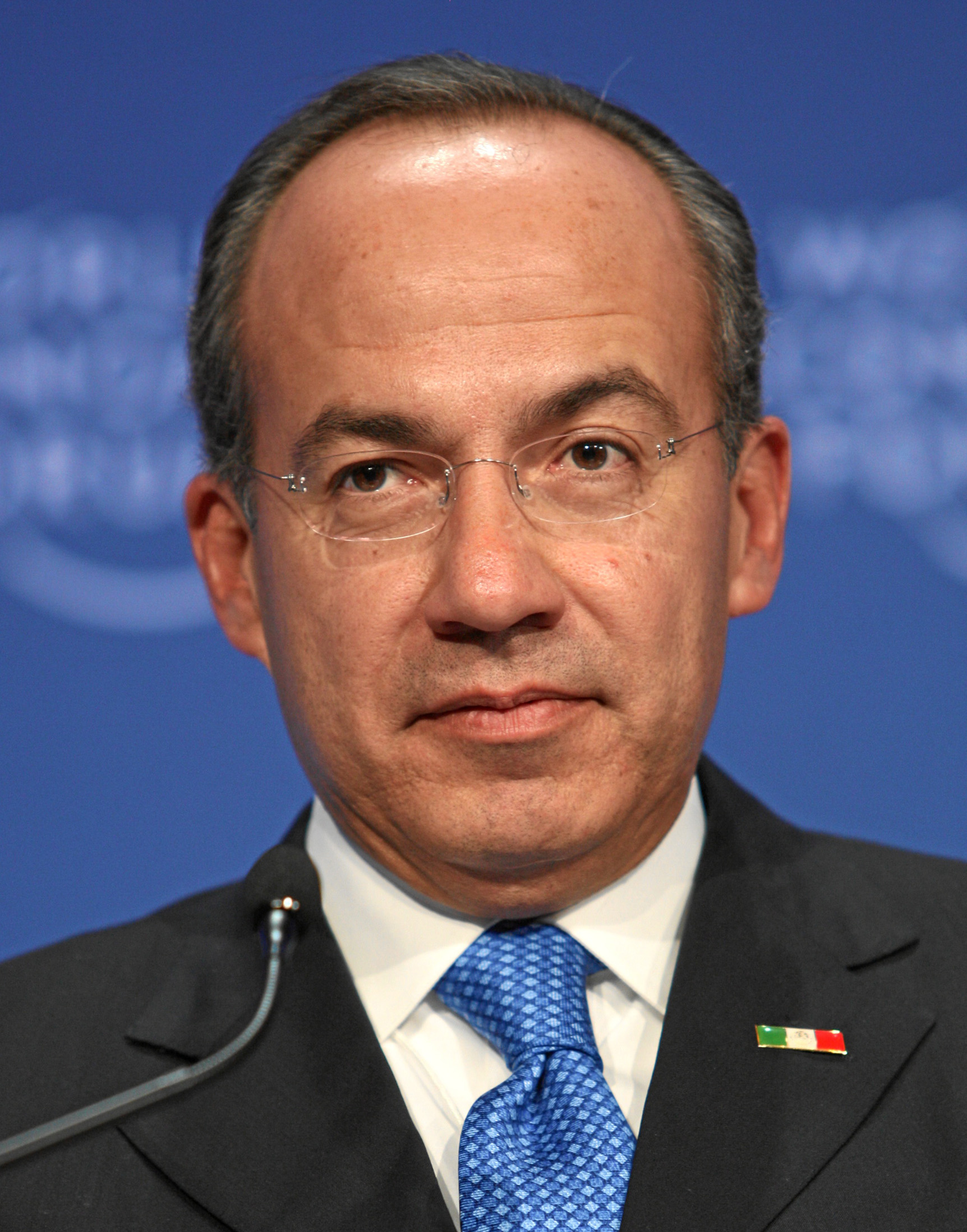
Felipe Calderón, presidente de México
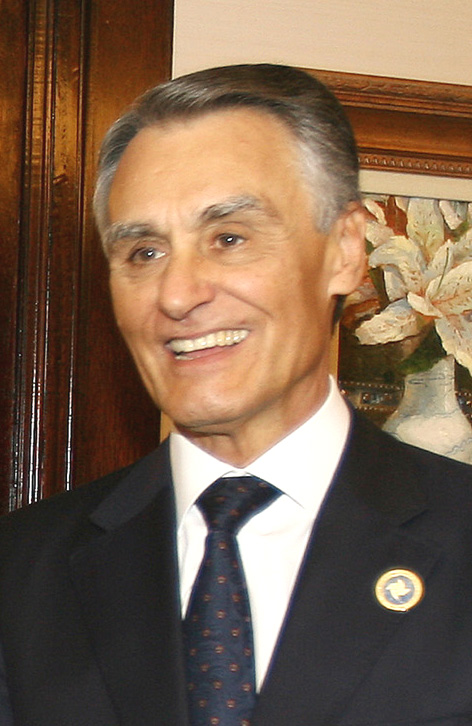
Aníbal Cavaco, presidente de Portugal

### Lista de condecorados
- Anexo:Condecorados con la Orden al Mérito de Chile